# CapitaGreen
Le CapitaGreen est un gratte-ciel de 242 mètres construit en 2014 à Singapour. 